# (38819) 2000 RX75
2000 RX75 (asteroide 38819) é um asteroide da cintura principal. Possui uma excentricidade de 0.13574800 e uma inclinação de 7.04865º.
Este asteroide foi descoberto no dia 3 de setembro de 2000 por LINEAR em Socorro.